# Rio Feldrişel
O Rio Feldrişel é um rio da Romênia, afluente do Rio Someşul Mare, localizado no distrito de Bistriţa-Năsăud.